# Пјацола (Напуљ)
Пјацола (итал. Piazzola) је насеље у Италији у округу Напуљ, региону Кампанија.
Према процени из 2011. у насељу је живело 4834 становника. Насеље се налази на надморској висини од 73 м.